# 祗园寺
祗园寺，位于安徽省九华山九华街，为汉族地区佛教全国重点寺院之一。

## 介绍
祗园寺建于明朝嘉靖年间，清朝、民国时期多次重修、增建。其建筑风格为宫殿式，雕梁画栋，金碧辉煌，中轴线依次为山门、天王殿、大雄宝殿、三进殿和堂屋。大雄宝殿内端大佛为九华山所有寺庙中最大。藏经楼、上客堂位于祗园寺东侧，内珍有《乾隆大藏经》。